# Tsuyoshi Shimamura
Tsuyoshi Shimamura (jap. 島村 毅 Shimamura Tsuyoshi; ur. 10 sierpnia 1985) – japoński piłkarz występujący na pozycji obrońcy. Obecnie występuje w Shonan Bellmare.

## Kariera klubowa
Od 2008 roku występował w klubach Shonan Bellmare i Tokushima Vortis.